# Aspergillus iizukae
Aspergillus iizukae är en svampart som beskrevs av Sugiy. 1967. Aspergillus iizukae ingår i släktet Aspergillus och familjen Trichocomaceae.   Inga underarter finns listade i Catalogue of Life.